# Bernardo Piquet Carneiro
Bernardo Piquet Carneiro (Rio de Janeiro, 27 de junho de 1860 – 31 de outubro de 1936) foi um engenheiro brasileiro.
Foi aluno da Escola Central da Corte (atualmente Escola Politécnica do Rio de Janeiro) onde adquiriu o título de Bacharel em Ciências Físicas e Matemáticas  em 1897. Ainda no ano de 1897 chega ao Ceará, como engenheiro-chefe da Estrada de Ferro de Baturité (Rede de Viação Cearense).
Em 1900 foi nomeado engenheiro-chefe da Comissão do Açude de Quixadá. Piquet Carneiro deixou o cargo de diretor de então recém-criada Inspetoria de Açudes e Irrigação (atualmente Departamento Nacional de Obras Contra as Secas - DNOCS) em 1909 e assumiu o cargo de chefe do Primeiro Distrito de Fiscalização de Estradas de Ferro, função que exerceu até 1914, quando retornou ao Rio de Janeiro. 
Piquet Carneiro é tio materno do piloto tricampeão de Fórmula 1 Nelson Piquet e pai do médico ex-diretor da Uerj e fundador da UNATI, Américo Piquet Carneiro.
Em sua honra o distrito de Jirau (depois município) no estado do Ceará recebeu o seu nome: Piquet Carneiro.